# Afronaumannia
Afronaumannia là một chi bọ cánh cứng trong họ Chrysomelidae.
Chi này được Steiner & Wagner miêu tả khoa học năm 2005.

## Các loài
Các loài trong chi này gồm:
- Afronaumannia irenae Steiner & Wagner, 2005
- Afronaumannia josephinae Steiner & Wagner, 2005
- Afronaumannia pallida Steiner & Wagner, 2005
- Afronaumannia rubra Steiner & Wagner, 2005